# 220 (numero)
Duecentoventi (220) è il numero naturale dopo il 219 e prima del 221.

## Proprietà matematiche
- È un numero pari.
- È un numero composto con 12 divisori: 1, 2, 4, 5, 10, 11, 20, 22, 44, 55, 110 e 220. Poiché la somma dei suoi divisori (escluso il numero stesso) è 284 > 220, è un numero abbondante.
- È un numero semiperfetto in quanto pari alla somma di alcuni (o tutti) i suoi divisori.
- È un numero amicabile con 284. La coppia (220, 284) è la più piccola coppia di numeri amicabili esistente.
- Può essere espresso in due modi diversi come differenza di due quadrati: 220=162-62=562-542.
- È un numero 38-gonale.
- È un numero tetraedrico, la somma dei primi 10 numeri triangolari.
- È un numero odioso.
- È un numero di Harshad (in base 10), essendo divisibile per la somma delle sue cifre.
- È la somma di quattro primi consecutivi: 220 = 47+53+59+61.
- M(220) = 4, un valore insolitamente alto.[1]
- È parte delle terne pitagoriche (21, 220, 221), (132, 176, 220), (165, 220, 275), (192, 220, 292), (220, 231, 319), (220, 459, 509), (220, 528, 572), (220, 585, 625), (220, 1089, 1111), (220, 1200, 1220), (220, 2415, 2425), (220, 3021, 3029), (220, 6048, 6052), (220, 12099, 12101).
- È un numero pratico.
- È un numero congruente.

## Astronomia
- 220P/McNaught è una cometa periodica del sistema solare.
- 220 Stephania è un asteroide della fascia principale del sistema solare.
- NGC 220 è un ammasso aperto del costellazione del Tucano.

## Astronautica
- Cosmos 220 è un satellite artificiale russo.

## Altri ambiti
- L'additivo alimentare E220 è il conservante diossido di zolfo.
- +220 è il prefisso telefonico internazionale del Gambia.
- 220 Volt è la tensione elettrica standard della corrente elettrica in molte nazioni del mondo.
- 220 Hertz è la frequenza della nota la3.
- È il codice SMTP per "service ready".